# Холодна (притока Хоролу)
Холодна — річка в Україні, у Хорольському й Семенівському районах Полтавської області. Ліва притока Хоролу (басейн Дніпра).

## Опис
Довжина річки 14 км., похил річки — 1,8 м/км. Площа басейну 97,4 км².

## Розташування
Бере початок на південно-західній стороні від села Червоне. Тече переважно на південний захід через Бригадирівку, Середине і між Заїчинці та Біляки впадає у річку Хорол, праву притоку Псла. 
Річку перетинає європейський автомобільний шлях E40М03.